# Martin Sus (1990)
Martin Sus (* 15. března 1990, Benešov) je český fotbalový záložník či obránce, od července 2016 hráč klubu FC Baník Ostrava.

## Klubová kariéra
Svoji fotbalovou kariéru začal v Říčanech, odkud odešel v sedmi letech do Slavie Praha, a později do konkurenční Sparty Praha.

### AC Sparta Praha
V létě 2007 se propracoval do seniorské kategorie mužstva, kde hrál za B-tým. V dresu prvního týmu neodehrál žádné ligové střetnutí.

### SK Kladno (hostování)
Před jarní částí ročníku 2011/12 odešel na hostování na Kladno. V klubu působil půl roku.

### FC Graffin Vlašim
V červenci 2012 odešel hostovat do Graffinu Vlašimi, kam po roce přestoupil. Na podzim 2013 byl na testech ve Slavii Praha, kde neuspěl a do klubu se nevrátil. V létě 2014 zamířil hostovat do 1. FK Příbram. Celkem za tým nastoupil k 52 zápasům, ve kterých vsítil 5 branek.

### 1. FK Příbram (hostování)
Před ročníkem 2014/15 zamířil na hostování do Příbrami, kde se setkal s brankářem Markem Boháčem, se kterým působil v jarní části ročníku 2013/14 ve Vlašimi. V 1. české lize debutoval v prvním kole sezony 2014/15 proti týmu FC Viktoria Plzeň (remíza 2:2). V mužstvu strávil půl roku. Během této doby dal 1 gól v 16 utkáních

### FC Slovan Liberec
V lednu 2015 posílil FC Slovan Liberec, po podzimní části sezóny 2014/15 15. tým ligové tabulky. Podepsal smlouvu na rok a půl s možností opce na prodloužení. Se Slovanem Liberec v sezóně 2014/15 podstoupil boje o záchranu v 1. české lize, ta se zdařila. S týmem navíc vybojoval triumf v českém poháru.

### 1. FK Příbram (hostování)
V červenci 2015 se vrátil do Příbrami, kam zamířil na půl roku hostovat.

### FC Baník Ostrava
V červenci 2016 uspěl při testech a stal se tak posilou ostravského celku, který po padesáti letech hrál druhou ligu. Za celou sezónu 2016/2017 nastoupil celkem k 25 zápasům a nastřílel 6 gólů.

## Reprezentační kariéra
Sus nastupoval v českých mládežnických reprezentacích U16, U17, U18 a U19.